# Alsodes barrioi
Alsodes barrioi is een amfibie dat behoort tot de orde kikkers (Anura) en de familie Alsodidae. De soort werd voor het eerst wetenschappelijk beschreven door Alberto Veloso, Nelson Félix Díaz, Patricia Iturra en Mario V. Penna in 1981.
De kikker werd lange tijd tot de familie Cycloramphidae gerekend. Alsodes barrioi komt voor in delen van Zuid-Amerika en komt endemisch voor in Chili.